# Дітто
«Дітто» (Ditto) — короткометражна комедія Чарльза Лемонта 1937 року з Бастером Кітоном в головній ролі.

## Сюжет
Бастер Кітон грає чоловіка, який закохується у власницю дому, де він проживає. Але він не знає, що її сестра-близнюк проживає у сусідньому будинку.

## У ролях
- Бастер Кітон — безробітний
- Глорія Брюстер — домогосподарка
- Барбара Брюстер — сестра-близнюк
- Гарольд Гудвін — Хенк
- Лінтон Брент — Білл